# رحوية (آلة)

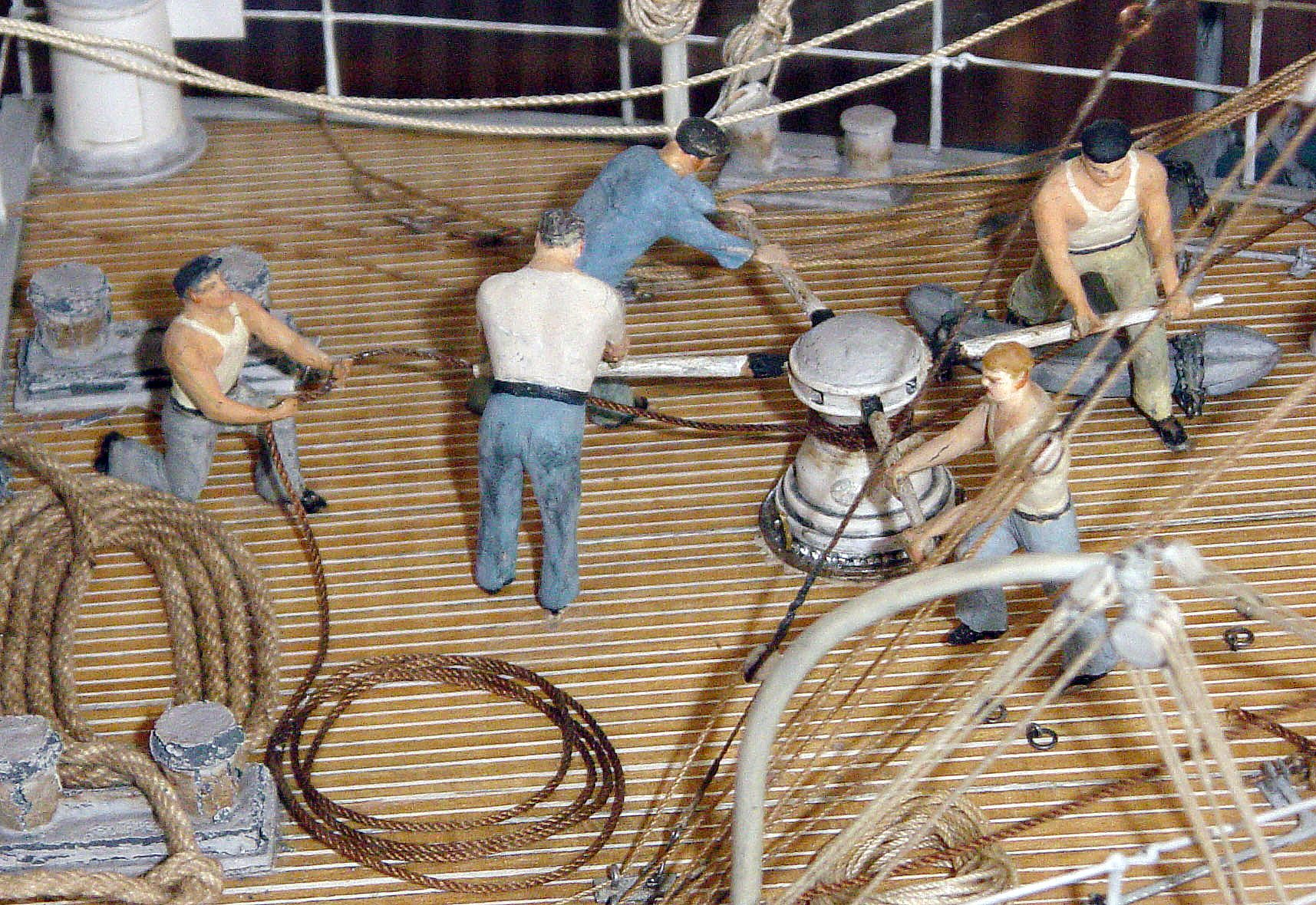
نموذج لرحوية وهي تستخدم على متن سفينة.

الرَحَويّة (بالإنجليزية: Capstan)‏ هي آلة لرفع الأثقال أو جرها، تشبه التَّلّاعة، ولكن أسطوانتها رأسية.